# Morganville (Kansas)
Morganville – miasto położone w hrabstwie Clay.